# Élysée Logbo
Andy Élysée Logbo, né le 6 mai 2004 à Paris (France), est un footballeur franco-ivoirien jouant au poste d'avant-centre au Havre AC.

## Biographie

### En club
Élysée Logbo naît dans le 10e arrondissement de Paris. Il joue au football au Centre de Formation de Football de Paris (CFFP) lorsqu'à douze ans, il rejoint le centre de formation du Havre AC, alors pensionnaire de Ligue 2. Il progresse au sein des différentes catégories des équipes de jeunes du club, et devient régulièrement titulaire en équipe des moins de 19 ans. Il débute ensuite avec la réserve du Havre lors d'un déplacement à Cherbourg en National 3, en septembre 2021. Quelques mois plus tard, il se fait remarquer en Coupe Gambardella lors de la victoire du HAC sur le Paris Saint-Germain (1-0),. Certains médias le comparent alors au buteur belge Romelu Lukaku.                                  
Annoncé proche du Liverpool FC et de plusieurs clubs italiens,grâce à ses bonnes performances, le club normand et sa nouvelle direction sportive, menée par Mathieu Bodmer, lui proposent son premier contrat professionnel, qu'il signe en juin 2022.                                   
Lors de la saison 2022-2023, Élysée Logbo joue principalement en équipe réserve, avant de découvrir la Ligue 2 en entrant en jeu face au Valenciennes FC dans un match décisif pour la montée en Ligue 1. Il entre à nouveau en jeu lors du match suivant face au SC Bastia et n'est pas retenu dans le groupe havrais qui remporte le titre champion de France de Ligue 2 en battant le Dijon FCO lors de la dernière journée. Il est toutefois médaillé grâce à ses deux matchs joués au cours de la saison, et remporte son premier trophée en professionnel.                                  
En août 2023, il découvre la Ligue 1 en entrant en jeu face au Montpellier HSC (2-2) et manque de peu d'inscrire son premier but en professionnel la semaine suivante face au Stade brestois d'un ciseau retourné passant juste au-dessus de la barre de Marco Bizot. Le 3 janvier 2024, alors qu'il rentre de soirée au Havre, il est agressé au cutter et victime d'un entaille à la cuisse gauche.                                  

### En sélection
Le 8 septembre 2023, il joue son premier match international avec l'équipe de France U20 en amical face au Danemark, et est buteur au cours de ce match. Il marque à nouveau face à la Belgique deux mois plus tard.

## Statistiques
| Saison                | Club                  | Championnat           | Championnat | Championnat | Championnat | Coupe(s) nationale(s) | Coupe(s) nationale(s) | Coupe(s) nationale(s) | Total | Total | Total |
| Saison                | Club                  | Division              | M.          | B.          | P.d.        | M.                    | B.                    | P.d.                  | M.    | B.    | P.d.  |
| 2022-2023             | Le Havre AC           | Ligue 2               | 2           | 0           | 0           | -                     | -                     | -                     | 2     | 0     | 0     |
| 2023-2024             | Le Havre AC           | Ligue 1               | 10          | 0           | 0           | -                     | -                     | -                     | 10    | 0     | 0     |
| 2024-2025             | Le Havre AC           | Ligue 1               | 1           | 0           | 0           | 1                     | 0                     | 0                     | 2     | 0     | 0     |
| Total sur la carrière | Total sur la carrière | Total sur la carrière | 13          | 0           | 0           | 1                     | 0                     | 0                     | 14    | 0     | 0     |

## Palmarès
- Le Havre AC
  - Champion de France de Ligue 2 en 2023